# Emile Andrieux
Emile Andrieux (* 1795 in Rouen; † 16. Dezember 1862 in Montigny) war ein französischer Augenarzt.

## Leben und Wirken
Nachdem er 1820 in Paris seine Dissertation verteidigt hatte, praktizierte er zunächst in Rouen und ging dann nach Paris, wo er seine physikalischen Kenntnisse zu Untersuchungen über die Anwendung der Elektrizität bei der Behandlung von Krankheiten anwenden konnte. Er arbeitete auch im Bereich der Augenheilkunde. Dabei erfand er ein Gerät, das er „Ophthalmophantôme“ nannte, und das er 1836 der Académie royale de médecine vorstellte. Es bestand aus einer Halterung, in die Schweinsaugen oder künstliche Augen eingefügt wurden, sodass von Studenten und Ärzten Augenoperationen, insbesondere Kataraktoperationen, am Phantom erlernt werden konnten. 1840 wurde er Chefarzt des Pariser Hôpital des Quinze-Vingts, einer Augenklinik. 

## Schriften
- Essai sur l’air atmosphérique et ses influences sur l’économie animale. Dissertation Paris 1820
- Mémoire sur l’application méthodique du galvanisme au traitement des maladies. In: Revue médicale, Paris 1824 Band 1, S. 244–257
- Rhumatisme goutteux guéri par l’acupuncture. In: Revue médicale, Paris 1825, Band 3, S. 450–451
- De l’emploi du galvanisme dans le traitement de la gastrite chronique. Mémoire lu à l’Académie royale de Médecine, en février 1833. Paris 1835 (Digitalisat)
- Notice sur l’ophthalmophantome du Dr. Andrieux. Paris 1840 (Digitalisat)